# Leif Mörkfors
Sigfrids Leif Kurt Erik Mörkfors, född 4 december 1962 i Sofia församling i Stockholm, är en svensk släktforskare.

## Biografi
Mörkfors växte upp i Borlänge. Han började släktforska redan i tonåren och fick sitt första släktträd publicerat i Falukuriren 1977. Han var fram till slutet av 1990-talet verksam i bankväsendet, bland annat som marknadschef på Nordbanken Aktier, men har senare övergått till släktforskning på heltid.
Under många år arbetade Mörkfors med att färdigställa en bok om den lilla byn Venjan, "I kum frå Wenjad", som gavs ut 2007. Han intervjuade personer från alla hushåll i byn och letade upp många som flyttat därifrån, med målsättningen att dokumentera alla som bott i byn från år 1607, vilket slutade med cirka 5 000 personer. Under arbetet upptäckte han att hela 697 personer emigrerade under åren 1869 fram till omkring 1920, vilket var en fjärdedel av byns invånare, och fick på olika sätt tag på många hundra levande ättlingar till emigranterna i USA. Omkring 80 av dessa mötte upp till boksläppet 2007, vilket blev startskottet för återkommande träffar i Venjan men även i Minnesota i USA.
Han har bland annat arbetat med research för TV-programmen Vem tror du att du är, Det sitter i väggarna samt Allt för Sverige där svenskättlingar från USA söker sina svenska rötter. Han har även gjort bakgrundsforskningen till TV-serien Drömmen om slottet.

## Utmärkelser
- 2010 – Nordiska Museets medalj "För hembygdsvårdande gärning" (GMhvg), för boken "I kum frå Wenjad"[8]